# Дальнозоркость

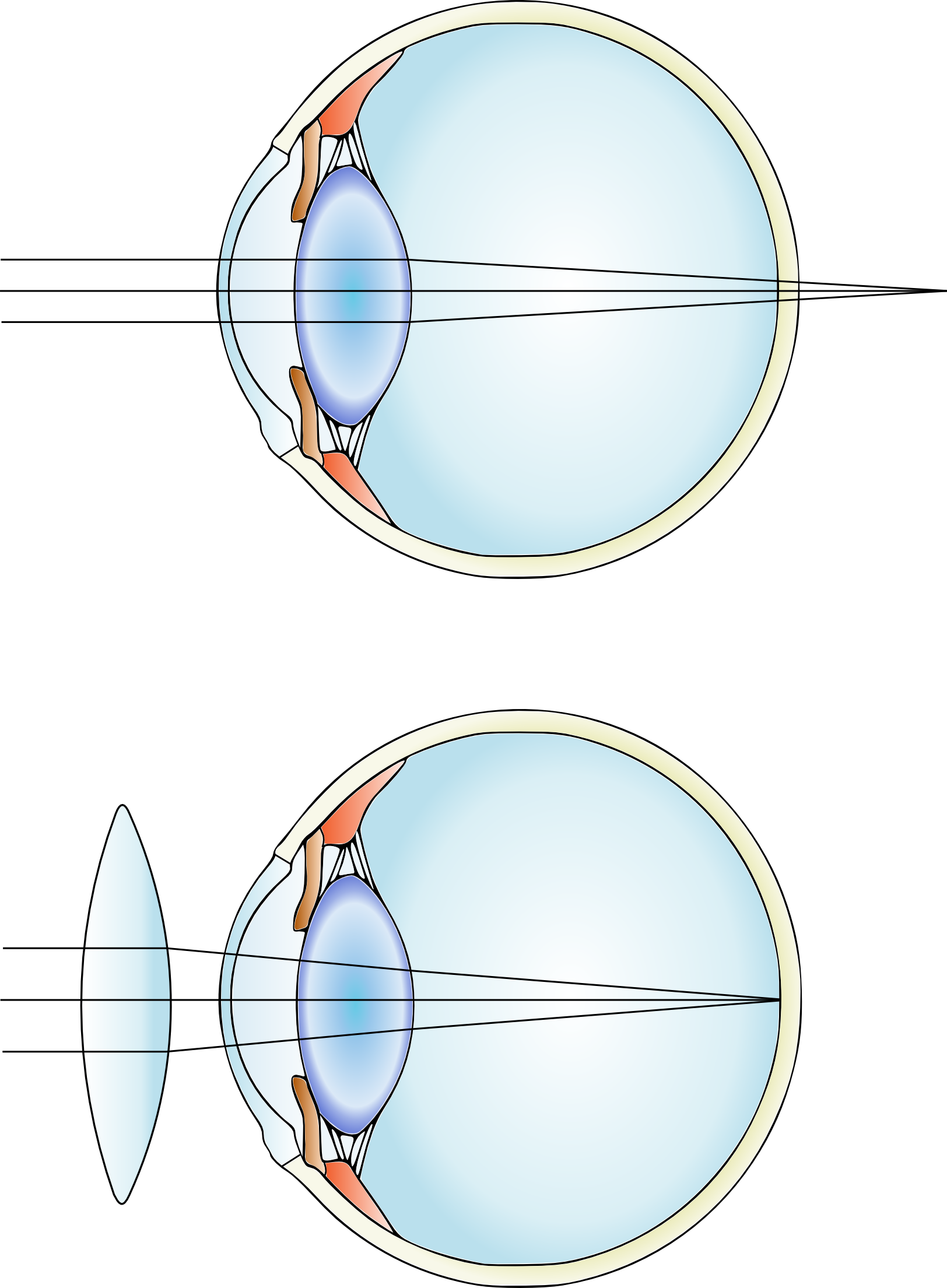
Коррекция дальнозоркости при помощи двояковыпуклой линзы

Дальнозоркость (гиперметропи́я) — это дефект зрения, при котором лучше видно расположенные вдали объекты, а вблизи расположенные объекты видно плохо. Разновидность аметропии. При этом, нарушение зрения относительно предметов вблизи сейчас является ключевой особенностью для употребления этого названия, то есть когда человек и вдали видит плохо, ему всё равно могут ставить диагноз «дальнозоркость». Люди, страдающие лишь возрастной дальнозоркостью (пресбиопия), хорошо видят вдаль.
Для решения проблемы с видимостью объектов вблизи, можно пользоваться очками или контактными линзами с положительными значениями оптической силы.
Этот дефект заключается в том, что из-за аномалии рефракции в покое аккомодации изображение фокусируется не на сетчатке глаза, а за сетчаткой. В молодом возрасте, при не слишком высокой дальнозоркости, обычно удаётся сфокусировать изображение на сетчатке с помощью напряжения аккомодации. Дальнозоркие люди часто испытывают головные боли при выполнении работы вблизи.
Эту аномалию зрения имеет около 1/4 населения Земли.

## Причины дальнозоркости
Одной из причин дальнозоркости может быть уменьшенный размер глазного яблока на передне-задней оси. Практически все младенцы дальнозоркие. Но с возрастом у большинства этот дефект пропадает в связи с ростом глазного яблока.
Причина возрастной (старческой) дальнозоркости (пресбиопии) — уменьшение способности хрусталика изменять кривизну. Этот процесс начинается в возрасте около 25 лет, но лишь к 40—50 годам может приводить к снижению остроты зрения при чтении на обычном расстоянии от глаз (25—30 см). Примерно к 65 годам глаз уже практически полностью теряет способность к аккомодации.[уточнить]

## Виды дальнозоркости
Кроме естественной физиологической дальнозоркости, у детей младенческого возраста заболевание может быть врождённым. Речь идёт о тех случаях, когда зрение у ребёнка со временем самостоятельно не приходит в норму. Причиной дальнозоркости этой формы может послужить не только малый размер глазного яблока, но и слабая врождённая преломляющая сила хрусталика или роговицы.
При врождённой дальнозоркости у детей выше 3,0 диоптрии существует большая вероятность развития сопутствующего заболевания — косоглазия содружественной формы. К нему приводит перенапряжение глазодвигательных мышц ребёнка и постоянное сведение глаз к носу для большей чёткости зрения. Дальнейшее прогрессирование болезни может стать причиной еще более грозного осложнения дальнозоркости — амблиопии (ослабленного зрения одного, или обоих глаз).
Возрастная дальнозоркость характерна для людей старше 45 лет. Заболевание обусловлено возрастными изменениями мышц и тканей глаза. Хрусталик со временем склерозируется, уплотняется, ресничная мышца слабеет, и глаз теряет способность к нормальному преломлению лучей.
Возрастная дальнозоркость — естественное состояние человека. Предотвратить её нельзя, но можно избежать последствий возрастной дальнозоркости: нечёткости зрения, головной боли и перенапряжения глаз. Для этого нужно своевременно начать коррекцию дальнозоркости с помощью очков, контактных методик или хирургического лечения.
Нередко в молодом возрасте дальнозоркость имеет скрытую форму. Аккомодационные возможности глаз ещё велики, и человек не ощущает проблем со зрением, но перенапряжение глазных мышц приводит к быстрому утомлению глаз, головной боли и тошноте. Со временем скрытое заболевание становится явным, и в случае запоздалой диагностики дальнозоркости у детей грозит обернуться косоглазием или амблиопией.

## Лечение дальнозоркости
Дальнозоркость может быть исправлена при помощи как очков, так и контактных линз, чтобы изменить направление лучей света в глазу. Больные зачастую вынуждены носить очки или контактные линзы всё время или только для близи (читая, работая на компьютере или выполняя другую близкую работу).
Рефракционная хирургия также может исправить дальнозоркость. Она может уменьшить или совсем устранить потребность в очках или контактных линзах при дальнозоркости.

## Гимнастика для органов зрения
Гимнастика для глаз при дальнозоркости на ранних проявлениях такого заболевания может оказать благоприятный результат. При этом после диагностики начальной стадии упражнения помогут при терапии у взрослых. Конечно, гимнастика и упражнения не смогут помочь при запущенных случаях. Чаще всего ее назначают только при начальной стадии заболевания, когда ещё можно исправить возникшую патологию, не прибегая к хирургическому вмешательству.
При перенапряжении глаз врачи рекомендуют выполнять упражнения для улучшения работы глаз. Это поможет быстро снять напряжение с глаз и восстановить их функции.
Поэтому гимнастика помогает в таких случаях, как:
- нормализация кровообращения в шее и других отделах позвоночника;
- правильное кровообращение в мышцах глаза;
- работа глаза и его мышц приходит в нормальное состояние;
- правильно функционирует хрусталик.[2]

## Освобождение от военной службы
В Постановлении Правительства РФ от 25 февраля 2003 г. N 123 «Об утверждении Положения о военно-врачебной экспертизе» в так называемом расписании болезней есть статья № 34 «Нарушения рефракции и аккомодации».
В статье № 34 написано, что дальнозоркость любого глаза в одном из меридианов более 8,0 дптр попадает под категорию годности В — ограниченно годен к военной службе, то есть освобождён от службы в мирное время.